# 亞利加尼縣 (紐約州)
亞利加尼縣是美国纽约州西南部的一個縣，南鄰宾夕法尼亚州，面積2,679平方公里。根據2020年美國人口普查，共有人口46,456人。縣治貝爾蒙特村。該縣成立於1806年，縣名源自萊納佩語，意思是「美麗的溪流」；雖然阿勒格尼河並不流經本縣。
當地石油資源已經耗盡，惟天然气仍然為本縣重要資源。